# Beacon (Nova Iorque)
Beacon é uma cidade localizada no estado americano de Nova Iorque, no condado de Dutchess.

## Geografia
De acordo com o United States Census Bureau, a cidade tem uma área de 12,6 km², dos quais 12,3 km² estão cobertos por terra e 0,3 km² por água.

## Demografia
Segundo o censo nacional de 2010, a sua população é de 15 541 habitantes e sua densidade populacional é de 1 230,5 hab/km².

## Marcos históricos
A relação a seguir lista as 16 entradas do Registro Nacional de Lugares Históricos em Beacon. O primeiro marco foi designado em 7 de maio de 1973 e o mais recente em 12 de janeiro de 2010.
- Beacon Engine Company No. 1 Firehouse
- Bogardus-DeWindt House
- Eustatia
- Howland Library
- Lower Main Street Historic District
- Madam Catharyna Brett Homestead
- Mount Beacon Incline Railway and Power House
- Mount Gulian
- Mt. Beacon Fire Observation Tower
- National Biscuit Company Carton Making and Printing Plant
- Peter C. DuBois House
- Reformed Dutch Church of Fishkill Landing
- St. Luke's Episcopal Church Complex
- Tioronda Bridge
- Trinity Methodist Church
- US Post Office-Beacon